# Seeberg-Sternwarte

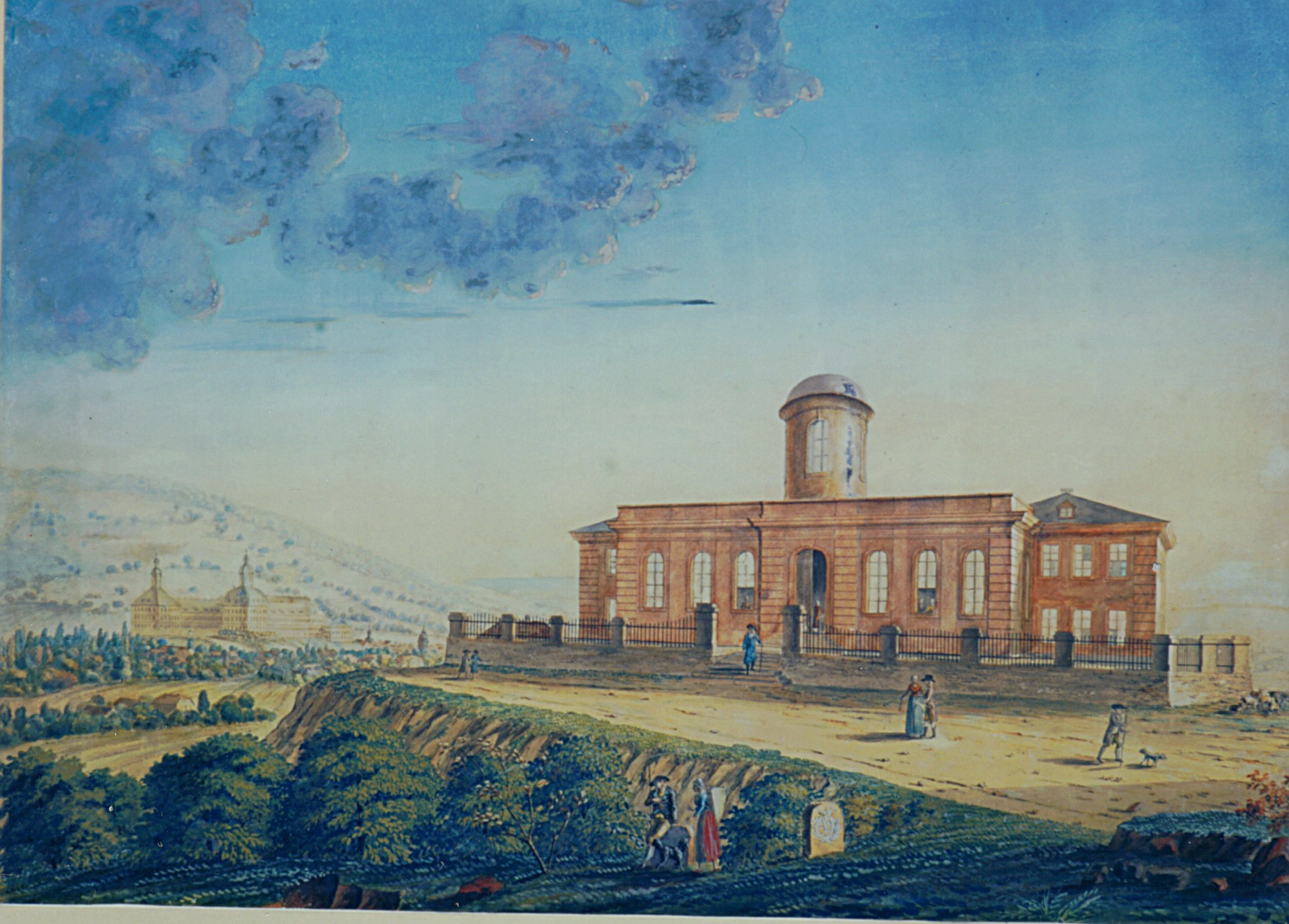
Die Seeberg-Sternwarte um 1800

Die Seeberg-Sternwarte in Gotha war einer der ersten speziellen Sternwarte-Bauten Europas. Sie wurde von Herzog Ernst II. von Sachsen-Gotha-Altenburg nach Plänen des österreichischen Astronomen Franz Xaver von Zach errichtet und war Teil des Gesamtvorhabens Sternwarte Gotha. Zu diesem Projekt gehörten weitere Forschungsstätten, an denen eine Reihe von Wissenschaftern angestellt waren.
1790 wurde die Seeberg-Sternwarte auf dem Kleinen Seeberg in Betrieb genommen. Sie diente bis 1839 als astronomisches Observatorium. Zunächst mit den modernsten – meist englischen – Instrumenten ausgerüstet, galt sie als Musterbau weiterer Observatorien, wie zum Beispiel der Sternwarte Göttingen. Unter Franz Xaver von Zach wurde sie ein Zentrum astronomischer Information. 1798 fand hier der erste europäische Astronomenkongress statt. Von hier aus gingen die ersten astronomischen Fachzeitschriften in alle Länder.

## Planungsarbeiten
Franz Xaver von Zach konnte den Herzog überzeugen, dass Türme und hohe Gebäude für die Aufstellung großer Fernrohre zu wenig stabil sind und schlug ein ebenerdiges Gebäude vor. Als günstigen Aufstellungsort empfahl er den Seeberg, eine Viertelfahrstunde vom Schloss entfernt. Zach plante einen massiven Sternwartebau in Ost-West-Richtung, der Platz für die Aufstellung zweier Mauerquadranten, eines Passageninstruments und der dazugehörigen Pendeluhren bot. Die Beobachtungen sollten durch Mauerspalten geschehen, die einen freien Blick zum Nord- bzw. Südhorizont ermöglichten. In der Mitte des Gebäudes sollte sich über der Eingangshalle ein kleiner Rundturm mit drehbarem Kuppeldach erheben, in dem ein ganzer Meridiankreis aufgestellt werden sollte. Zwei Seitenflügel waren als Wohnhaus des Astronomen und für das Personal, die Wache und Stallungen vorgesehen.
Die Einmessung der Fundamente nahmen der Herzog und Franz Xaver von Zach gemeinsam vor. Die Bauausführung wurde dem Gothaer Baumeister Carl Christoph Besser übertragen.

## Der Sternwarten-Bau

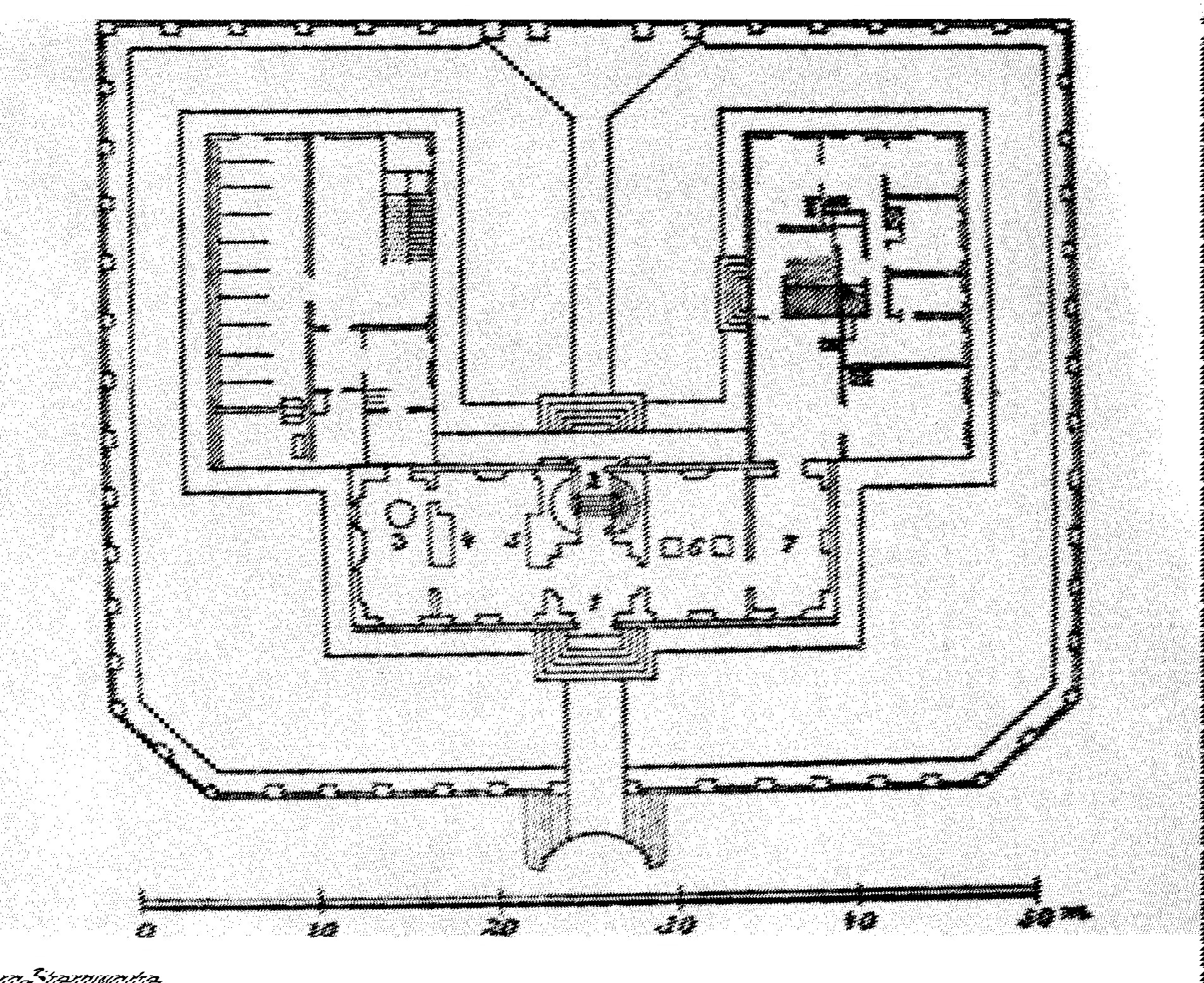
Grundriss der Seebergsternwarte im Catalogus Novus von 1792

Es entstand ein ebenerdiger Massivbau (als Meridiansaal) mit zwei rechtwinklig angesetzten Wohn- und Wirtschaftsgebäuden. Über die Sternwarte schrieb Zach 1789:

„Das Gebäude selbst besteht aus einem länglichen Rechteck, das einen nördlichen (1) und einen südlichen (2) Haupteingang hat, dieser schneidet es in zwey Theile, davon jeder wieder in zwey Theile abgetheilt ist: in den einen kommt das Durchgangsinstrument von 8 Schuhen, mit der dazu gehörigen Pendeluhr (6), in die zweite Abtheilung wurden der südliche (4) und nördliche (5) Mauerquadrant placirt, in die dritte kommt der Zenith Sector (3). Da ich geflissentlich nirgend, wo ich die Instrumente zu stehen habe, Feuerungen oder Kamine habe anbringen wollen, so dient die 4te Abtheilung (7) zur Stube, in der man in der Winterzeit sich erholen kann, ohne erst nötig zu haben ins Wohngebäude zurückzukehren. Aus dieser Eckstube, führt eine kleine Tür unmittelbar in mein Wohngebäude...Auf der Mitte der Sternwarte erhebt sich über dem stark gewölbten Eingang, ein kleiner Thurm mit einem runden beweglichen Kuppeldach, in denselben kommt ein beweglicher ganzer 8 schuhiger Zirkel...“
Zach ließ die Pfeiler der Instrumente im gewachsenen Fels fundieren und umging damit die Messfehler, die sich aus schwingenden Bauteilen höherer Gebäude ergaben. Das Hauptgebäude, der Meridiansaal war aus Seeberg-Sandstein fest gefügt und entsprach den ursprünglichen Planungen. In vier Räumen waren die Quadranten, das Passageninstrument von Ramsden mit 2,40 m Brennweite, die astronomischen Uhren, darunter die Sternzeituhr von Arnold und die Hauptuhr von Mudge & Dutton und zahlreiche weitere astronomische und meteorologische Instrumente aufgestellt. In der Kuppel befand sich ein Vertikalkreis von Carry. Der vierte Raum war als einziger heizbar und diente der Aufwärmung der Astronomen.
Die Bauphase reichte von 1787 bis 1789. Der Astronom bewohnte das östliche Gebäude mit zahlreichen Zimmern und Kammern, im westlichen Wirtschaftsgebäude waren das Dienstpersonal, eine Wache von drei Mann, die Pferde und Kutschen untergebracht. Die Bauphase endete 1789, die Sternwarte wurde 1790 in Betrieb genommen.
Lage der Sternwarte: 50° 56′ 1,5″ N, 10° 43′ 41,5″ O

## Ausstattung

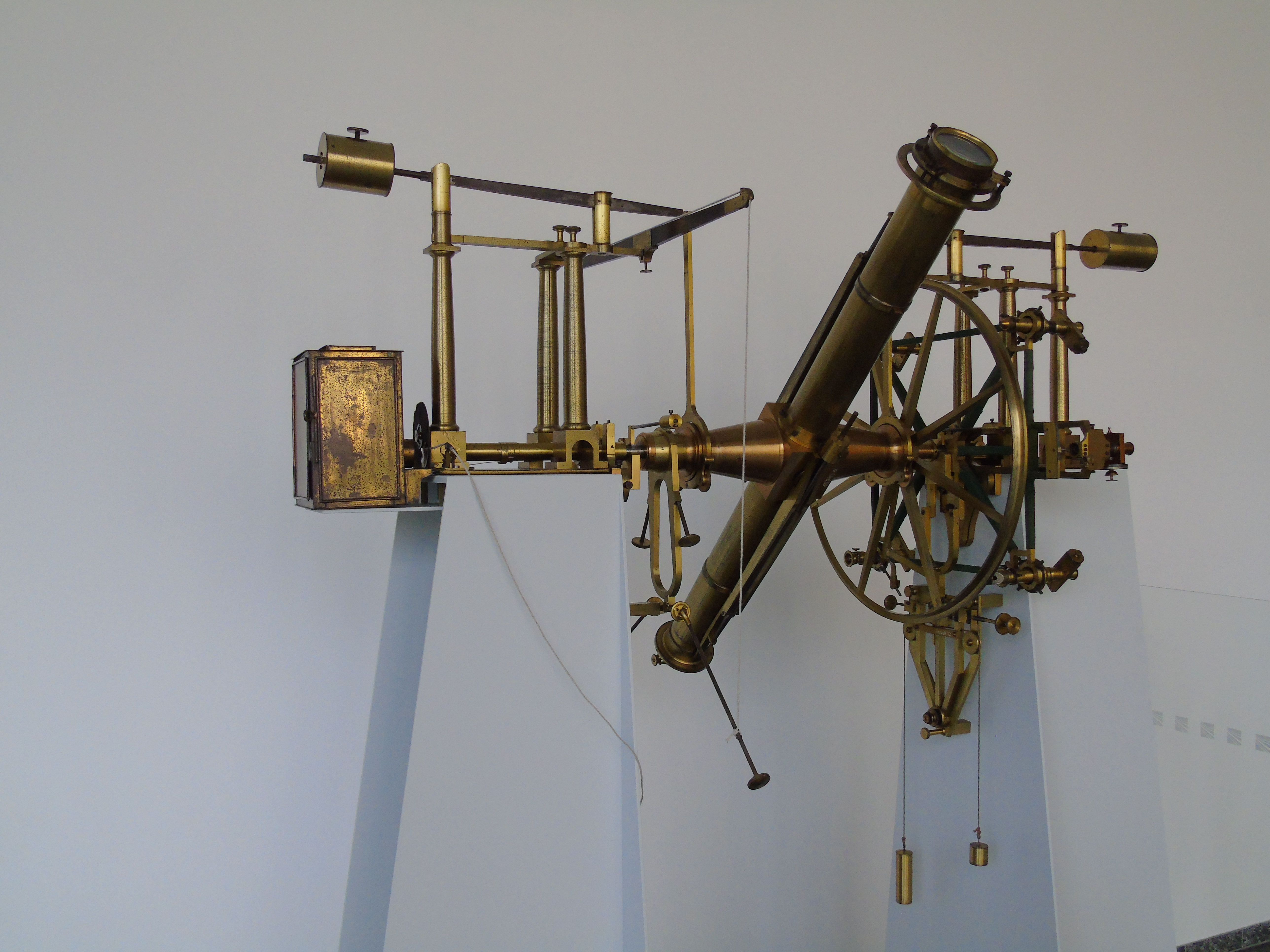
Meridiankreisinstrument, Teil der Ausstattung bis 1936

In dieser Bauweise und dieser Ausrüstung war die Seeberg-Sternwarte die damals modernste Sternwarte Deutschlands und eine der modernsten Forschungsstätten um 1800. Einige Geräte wurden mit der Fertigstellung in Betrieb genommen, so das Passageinstrument von Ramsden, die Uhren von Mudge & Dutton, von Arnold und Klindworth, kleinere Fernrohre und ein Heliometer von John Dollond. Im Laufe der Zeit erweiterte sich die Ausrüstung beträchtlich. Herzog Ernst II. hatte für die Baukosten 36 000 Taler und für die Instrumentierung 20 000 Taler aus seiner „Chatoulle“ bereitgestellt und mit einer Stiftung von 40 000 Talern die Erhaltung der Sternwarte zu sichern versucht. Die endgültige Ausstattung entsprach nicht ganz der oben angeführten Vorausschau Zachs. Ein Zenitteleskop wurde nicht installiert.
Der Fußpunkt des Passageinstruments hatte die Koordinaten:
Länge: 10° 43' 51" Ost
Breite: 50° 56' 05" Nord
Diese Werte dienten auch später der Landesvermessung und waren der Ausgangspunkt einer genau vermessenen Basisstrecke nach Schwabhausen. Der Meridianstein auf dem Seeberg ist seit der Renovierung des heutigen Hotels nicht mehr in der akkuraten Lage.

## Die Sternwarte unter Zachs Leitung

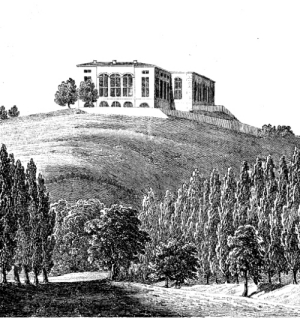
Ansicht der Seebergsternwarte, Stahlstich

### Zachs Arbeit
Zach bewohnte als Junggeselle das östliche Gebäude, das eine direkte Verbindung zum Meridiansaal hatte. Er verfügte über einen Haushalt von zwei weiblichen und drei männlichen Hausdienern, vier Pferden, einer Ordonnanz, einem Sergeanten und drei Wachsoldaten zur Sicherung der Anlage.
Der Ruhm der Sternwarte verbreitete sich sehr schnell und der rege Briefwechsel Franz Xaver von Zachs machte sie zu einem gesuchten Besuchsziel der damaligen Astronomen. 1798 kam es zum „ersten europäischen Astronomenkongress“ (s. unten).
Weitere wissenschaftliche Leistungen der Seeberg-Sternwarte unter Zachs Leitung waren die Wiederentdeckung der Asteroiden Ceres und Pallas, die Gründung einer Astronomischen Gesellschaft und die Weiterentwicklung der Geodäsie in Vorbereitung der preußischen Landvermessung. Dazu wurde eine auch später mehrfach gebrauchte geodätische Basis, die Messstrecke Seeberg-Sternwarte–Schwabhausen, genau festgelegt.
Der Tod des Herzogs Ernst II. am 20. April 1804 beendete zunächst diese fruchtbare Arbeit. Franz Xaver von Zach verließ als Haushofmeister der Herzoginwitwe Gotha und legte 1806 die Oberaufsicht über die Seeberg-Sternwarte nieder.
1806 schickte Zach die letzten in seinem Besitz befindlichen Sternwartengegenstände nach Gotha zurück, wo sie, wie auch die anderen Instrumente, wegen der drohenden Kriegsgefahr im Schloss Friedenstein eingelagert wurden.

### Erster europäischer Astronomenkongress
Der berühmte französische Wissenschaftler Joseph Jérome de Lalande hatte den Wunsch geäußert, sich auf dem Seeberg mit ausländischen Fachkollegen, besonders mit Johann Elert Bode aus Berlin, zu treffen. Franz Xaver von Zach erweiterte die Einladungen an mehrere Fachkollegen, von denen aber einige aus Furcht vor revolutionärem französischem Gedankengut die Reise nicht genehmigt bekamen.
Es trafen sich im Jahre 1798 etwa 17 europäische Astronomen in der Seeberg-Sternwarte zum Gedankenaustausch, zur Vorführung neuer Geräte und Methoden, zu Vorschlägen für neue Sternbilder. Eine gemeinsame Exkursion zum Inselsberg machte praktische Übungen möglich. Während die Vorschläge für Sternbilder keinen Anklang fanden, wurde doch die Nutzung des metrischen Systems in Erwägung gezogen und eine festere Zusammenarbeit vereinbart. Letztere fand dann in der Gründung von Fachzeitschriften, so in der von Franz Xaver von Zach ab 1800 herausgegebenen Monatlichen Correspondenz zur Beförderung der Erd- und Himmelskunde ihren Ausdruck.
Dieses Treffen ging dann als erster europäischer Astronomenkongress in die Astronomiegeschichte ein.

### Der Besuch Goethes
Im Sommer 1801 stattete Goethe der Seeberg-Sternwarte einen langen Besuch ab, den er als „angenehm und lehrreich“ beschrieb und 1829 in seinem Roman Wilhelm Meisters Wanderjahre literarisch verarbeitete.

### Wissenschaftlicher Nachwuchs
Es war immer nur ein eigentlicher Astronom angestellt. Mitarbeiter galten als Adjunkten, d. h. Gehilfen ohne eigentliche Beziehung zum Hofe. Aus diesen Adjunkten gingen eine ganze Reihe bedeutender Astronomen hervor. So lebten Johann Friedrich von Bohnenberger (1765–1831), der später die Sternwarte Tübingen leitete, Tobias Bürg (1766–1834), der später als Lehrer am Gymnasium Klagenfurt tätig war und ab 1792 als Universitätsprofessor die Sternwarte Wien übernahm, wie auch der ungarische Astronom Johann Pasquich (1753–1829) teils mehrere Jahre auf dem Seeberg. Besonders gründlich arbeitete sich Johann Karl Burckhardt (1773–1825) in die astronomische Wissenschaft ein. Er wurde später Direktor der Kriegsschule und damit auch der Sternwarte in Paris. Johann Kaspar Horner (1774–1834) aus Zürich machte später als Astronom die Weltreise des Kapitäns Adam Johann von Krusenstern mit (1803–1808).
Für Gotha war die Ausbildung Bernhard August von Lindenaus (1779–1834) besonders wichtig, da dieser dadurch 1804 die Nachfolge Zachs antreten konnte. Zu erwähnen ist auch die kartografische Aus- und Weiterbildung Adolf Stielers (1775–1826) an der Seeberg-Sternwarte, die diesen befähigte, die Grundlagen für die Entwicklung der Kartografie in Gotha zu schaffen.

## Die Nachfolger Zachs als Leiter der Sternwarte

### Bernhard von Lindenau

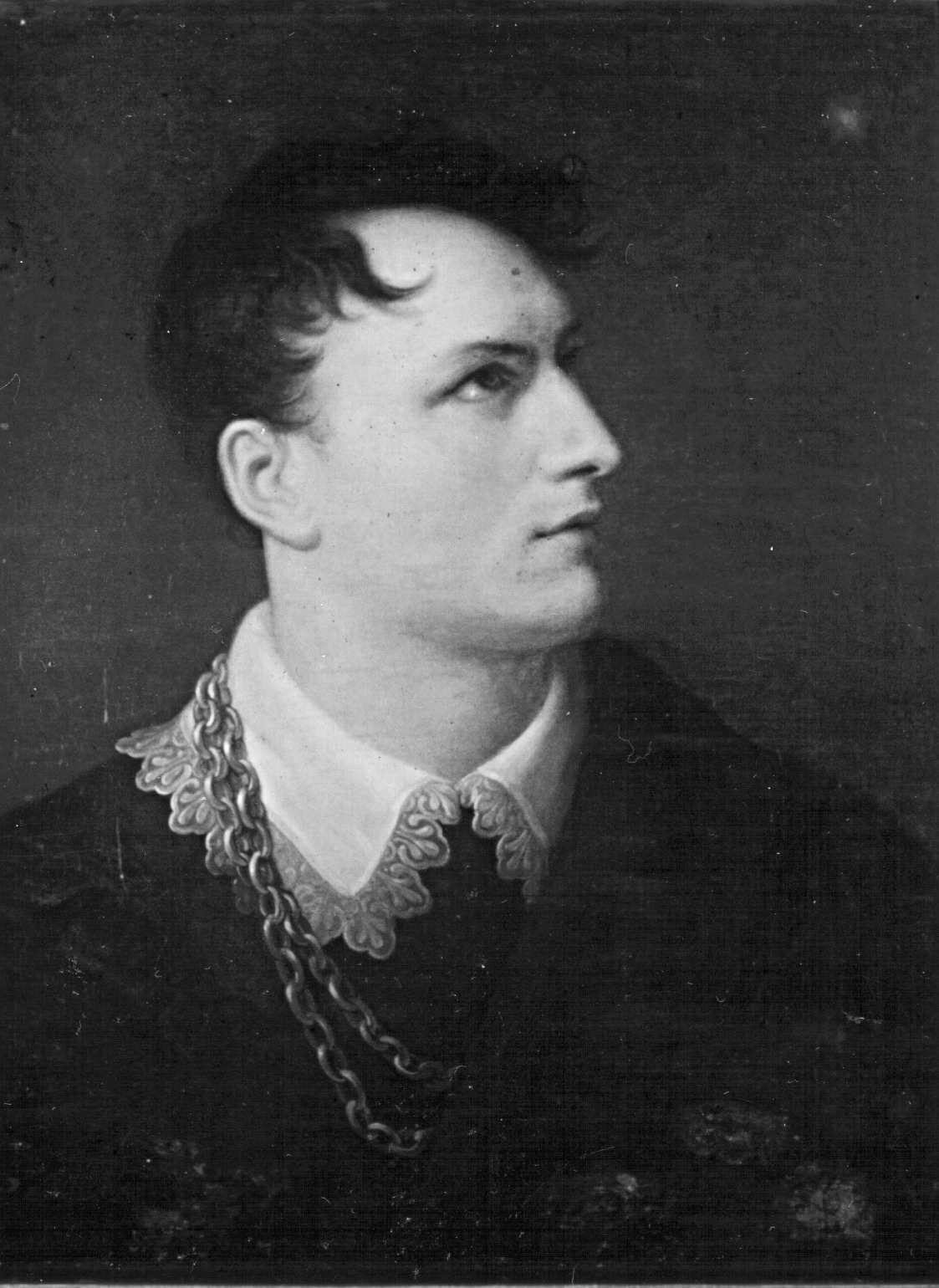
Bernhard von Lindenau

Die Arbeit der Seeberg-Sternwarte wurde zunächst durch Bernhard von Lindenau weitergeführt, der dort schon seit 1801 als Adjunkt tätig war und später zum Vizedirektor berufen wurde. Lindenau stammte aus Altenburg und war herzoglicher Kammerrat.
1808 wurde Bernhard von Lindenau von dem nun regierenden Herzog August von Sachsen-Gotha-Altenburg mit der Wiedereinrichtung der Sternwarte beauftragt und zum Direktor der Einrichtung ernannt. Er konnte im Mai 1808 die Betriebsbereitschaft der wissenschaftlichen Einrichtung melden.
Bald machten sich jedoch Bauschäden bemerkbar. 1810 musste der Turm abgetragen werden und 1811 die beiden Seitengebäude. An der Westseite des Meridiansaales erbaute man ein neues Wohngebäude für den Astronomen, einen Adjunkten und den Kastellan. Dieses Gebäude war stilistisch an das Hauptgebäude angeglichen, die Sternwarte hatte ein völlig verändertes Aussehen bekommen. Bernhard von Lindenau setzte die astronomische Arbeit der Seeberg-Sternwarte erfolgreich fort und veröffentlichte 1810 seine Venustafeln, 1811 seine Marstafeln und 1813 Tafeln der Merkurbahn. 1813 wurde die Sternwarte von den Franzosen besetzt und viele ihrer Papiere verbrannt. Die Geräte wurden nicht beschädigt.
Lindenau wurde 1814 zum Generaladjutanten des Großherzogs Carl August von Sachsen-Weimar-Eisenach ernannt und zog mit diesem in Paris ein, wo er in einem Duell verwundet wurde, sodass er sein Amt nicht weiterführen konnte.

### Friedrich Nicolai und Franz Encke
Als Adjunkt der Sternwarte wurde 1814 Friedrich Nicolai berufen und zum Vizedirektor ernannt. Er blieb bis 1816 in Gotha und ging dann als Professor weiter nach Mannheim. An seine Stelle trat der ehemalige Königlich Preußische Artillerieleutnant Franz Encke.
Encke hatte wie Nicolai und Lindenau in Göttingen bei Gauß studiert. So kannten sich die drei Astronomen und arbeiteten gut zusammen. Als Lindenau wieder nach Gotha zurückkam, verblieb noch ein Jahr gemeinsamer Forschung, ehe er endgültig in den Verwaltungsdienst zurückkehren musste. Von 1816 bis 1817 gab er gemeinsam mit Johann Gottlieb Friedrich von Bohnenberger in Tübingen die Zeitschrift für Astronomie und verwandte Wissenschaften heraus. Auch später veröffentlichte er noch astronomische Werke.
Johann Franz Encke führte die wissenschaftlichen Arbeiten weiter. Er wurde 1818 zum Vizedirektor ernannt, während Lindenau als Kurator eingesetzt wurde. Encke berechnete hier die Umlaufzeit des Kometen Pons als kürzeste bekannte Umlaufzeit (Enckescher Komet) und die Sonnenparallaxe aus den Venusdurchgängen von 1761 und 1769, die lange Zeit Gültigkeit hatte.
Encke heiratete 1824 Amalie Becker, die Tochter des Gothaer Verlegers und Buchhändlers Rudolph Zacharias Becker, der auch die Schriften der Seeberg-Sternwarte und die Deutsche Nationalzeitung herausgab.
Trotz der Verbesserung der baulichen und materiellen Ausstattung der Sternwarte durch ein Fraunhofersches Heliometer und einen Ertelschen Meridiankreis nahm Encke die Berufung als Professor nach Berlin an. Er betonte in einem Memorandum, dass das Gehalt in Gotha für den Erhalt einer Familie nicht ausreiche. Er folgte daher 1825 dem Angebot zur Übernahme der Berliner Sternwarte und verließ Gotha.

### Peter Andreas Hansen

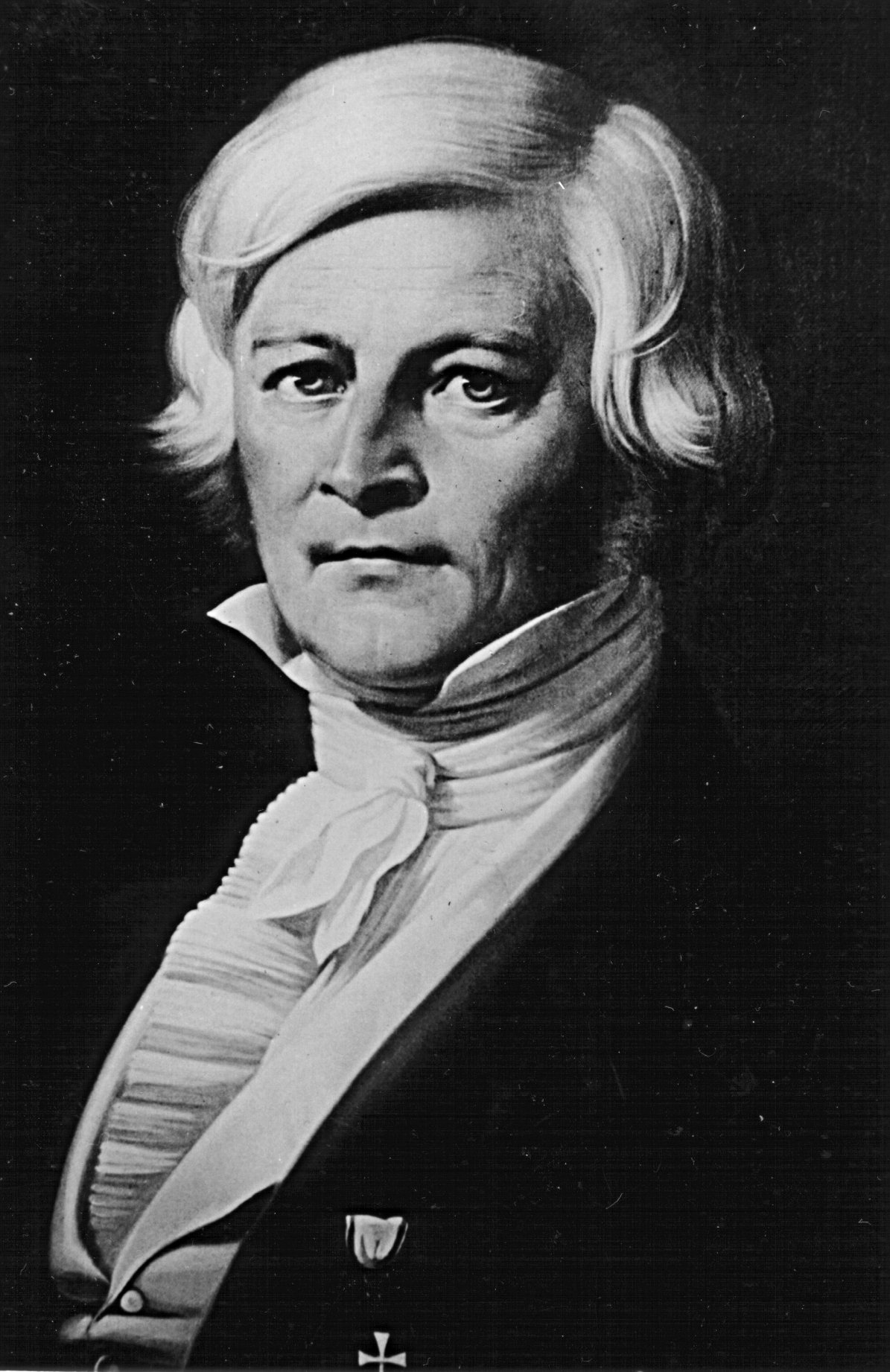
Peter Andreas Hansen

Seeberg-Sternwarte um 1835

Mehrere Astronomen empfahlen Peter Andreas Hansen als Nachfolger. Hansen war gelernter Uhrmacher aus Tondern, der aber mehrere Jahre als Gehilfe Schumachers in Altona gewirkt hatte. Im August 1825 traf er in Gotha ein, wo er Johann Franz Encke noch auf der Sternwarte antraf. Daraus entwickelte sich für Jahre eine verständnisvolle Zusammenarbeit. Eine von Hansen zusammengestellte Inventarliste ließ den Umfang an Fernrohren, Messgeräten, Uhren und meteorologischen und geodätischen Instrumenten erkennen, die die Zentralstellung der Seeberg-Sternwarte begründete.
Hansen begann sofort mit umfangreichen Beobachtungen, überprüfte aber auch den Zustand der Geräte und gab dem Konservator die entsprechenden Anweisungen. Er selbst war aber auch an die Weisungen des Kurators Carl Ernst Adolph von Hoff (1771–1837) gebunden, der 1826 als Nachfolger Bernhard von Lindenaus eingesetzt worden war. Hansens Schwerpunkt war die theoretische Arbeit. Er entwickelte sich zu einem Meister der Himmelsmechanik. Schwerpunkt war die Bewegung des Erdmondes, für die er genaue Formeln entwickelte. So ergaben sich seine instrumententechnischen und himmelsmechanischen Veröffentlichungen dieser Jahre.
Inzwischen verheiratet und Vater mehrerer Kinder, litt er unter dem zunehmenden Verfall der Gebäude auf dem Seeberg und ließ sich ein eigenes Wohnhaus in der Siebleber Vorstadt von Gotha bauen. 1839 verließ er den Seeberg.
Hansen musste wöchentlich die alte Sternwarte auf dem Seeberg kontrollieren. Er stellte dabei den stetigen Zerfall fest und forderte nun den Neubau einer Sternwarte, die dem Vermächtnis Ernsts II. entsprach. Er holte dazu Stellungnahmen von Fachkollegen ein, die dieses Vorhaben unterstützten. Selbst Alexander von Humboldt wandte sich deswegen an die Gothaer Regierung.
1856 beschloss der Gothaer Landtag den Neubau der Herzoglichen Sternwarte auf dem Gelände der ehemaligen Hofschmiede unter Verwendung des Materials der Seeberg-Sternwarte (s. Sternwarte Gotha).

## Spätere Nutzung und Erinnerung
1858 wurde der Meridiansaal abgerissen. Das Material wurde für einen Sternwartenneubau in der Jägerstraße (s. Sternwarte Gotha) genutzt. Das Wohnhaus diente bis zu einem Brand im Jahr 1901 als Gaststätte. Der Neubau der Gaststätte (1904) anstelle der einstigen Sternwarte übernahm nur den Namen „Alte Sternwarte“. Der Gothaer Volksmund kommentierte seinerzeit den Bau mit dem launigen Reim: „Der Astronomie folgt die Gastronomie.“

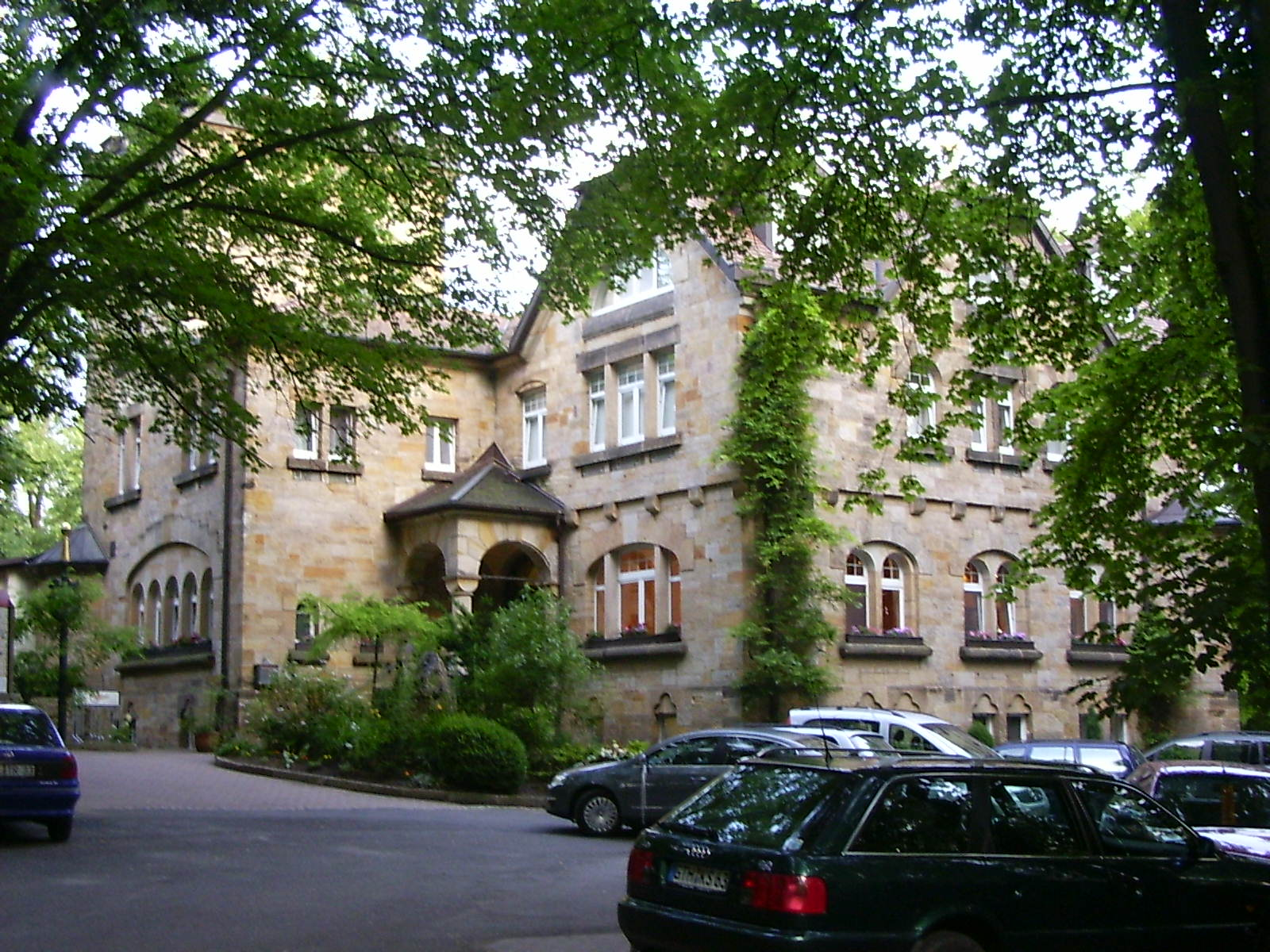
Die Gaststätte 2006
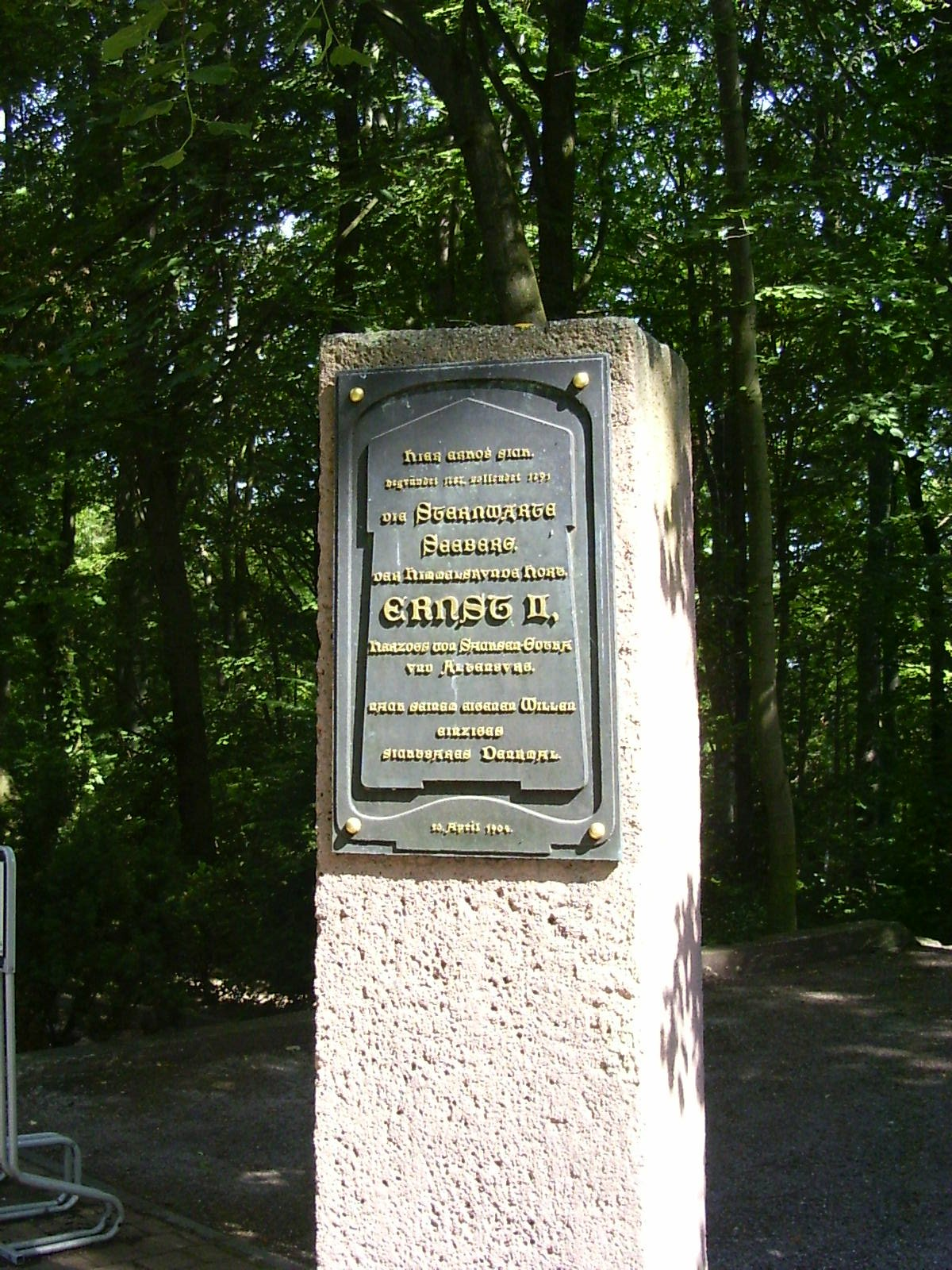
Ernst II Denkmal

Heute erinnern zwei Gedenktafeln im Außenbereich der heutigen Gaststätte „Alte Sternwarte“ an Herzog Ernst II. als den Stifter und an Franz Xaver von Zach als den ersten Betreiber der Seeberg-Sternwarte. Der sogenannte Meridianstein blieb ebenfalls erhalten.